# Braffais
Braffais foi uma comuna francesa na região administrativa da Normandia, no departamento Mancha. Estendia-se por uma área de 5,84 km². Em 2010 a comuna tinha 190 habitantes (densidade: 32,5 hab./km²).
Em 1 de janeiro de 2016, passou a formar parte da nova comuna de Le Parc.